# OPCML
OPCML (англ. Opioid binding protein/cell adhesion molecule like) – білок, який кодується однойменним геном, розташованим у людей на короткому плечі 11-ї хромосоми. Довжина поліпептидного ланцюга білка становить 345 амінокислот, а молекулярна маса — 38 008.
| 10         |  | 20         |  | 30         |  | 40         |  | 50         |
| ---------- |  | ---------- |  | ---------- |  | ---------- |  | ---------- |
| MGVCGYLFLP |  | WKCLVVVSLR |  | LLFLVPTGVP |  | VRSGDATFPK |  | AMDNVTVRQG |
| ESATLRCTID |  | DRVTRVAWLN |  | RSTILYAGND |  | KWSIDPRVII |  | LVNTPTQYSI |
| MIQNVDVYDE |  | GPYTCSVQTD |  | NHPKTSRVHL |  | IVQVPPQIMN |  | ISSDITVNEG |
| SSVTLLCLAI |  | GRPEPTVTWR |  | HLSVKEGQGF |  | VSEDEYLEIS |  | DIKRDQSGEY |
| ECSALNDVAA |  | PDVRKVKITV |  | NYPPYISKAK |  | NTGVSVGQKG |  | ILSCEASAVP |
| MAEFQWFKEE |  | TRLATGLDGM |  | RIENKGRMST |  | LTFFNVSEKD |  | YGNYTCVATN |
| KLGNTNASIT |  | LYGPGAVIDG |  | VNSASRALAC |  | LWLSGTLLAH |  | FFIKF      |

A: Аланін

C: Цистеїн

D: Аспарагінова кислота

E: Глутамінова кислота

F: Фенілаланін

G: Гліцин

H: Гістидин

I: Ізолейцин

K: Лізин

L: Лейцин

M: Метіонін

N: Аспарагін

P: Пролін

Q: Глутамін

R: Аргінін

S: Серин

T: Треонін

V: Валін

W: Триптофан

Задіяний у таких біологічних процесах, як клітинна адгезія, альтернативний сплайсинг. 
Локалізований у клітинній мембрані, мембрані.